# Eadgar
Eadgar ou Edgar est un ecclésiastique anglo-saxon de la fin du VIIIe siècle. Il est évêque de Londres vers 789.

## Biographie
On ne sait presque rien d'Eadgar. Il n'est connu que pour avoir assisté à un synode organisé à Chelsea en 789. Son témoignage figure sur deux chartes liées à ce synode (S 130 et 131). Dans les listes épiscopales, son nom figure après celui d'Eadberht (qui disparaît après 786) et avant celui de Cenwalh (qui apparaît en 793).